# セチリスタット
セチリスタット（Cetilistat）は肥満症治療薬の一つである。

## 作用機序
オルリスタットと同様に、膵臓から分泌される酵素であるリパーゼを阻害し、消化管内でトリアシルグリセロールが分解されることを防ぐ。酵素が働かない事で、トリグリセリドは加水分解されず、遊離脂肪酸の吸収が抑えられ、未消化のまま排泄される。商品名オブリーン。開発コードATL-962。
他の脂質吸収抑制剤と同様に脂溶性ビタミンの吸収を阻害するので、脂溶性ビタミン剤の服用が必要であると思われる。

## 効果
予定されていた効能・効果
肥満症　但し、2型糖尿病と脂質異常症を共に有し、食事療法・運動療法を行ってもBMIが25kg/m2以上の場合に限る
臨床試験では、セチリスタットはオルリスタットと同様の体重減少作用を示し、副作用（脂肪便、下痢、便失禁、頻回排便、放屁）も同様であった。肝障害の有無・頻度・程度は不明である。その一方第II相臨床試験で、セチリスタットはオルリスタットよりも体重減少量が有意に多く、忍容性もより高かったとの結果もある。第III相偽薬対照比較臨床試験の結果、セチリスタットは有意に体重を減少させただけでなく、内臓脂肪面積減少、HbA1c低下、LDLコレステロール低下についても有意差を以って有効性を示している。
Norgina BV社が日本を除く世界でのセチリスタット開発の権利を持っている。

## 日本での販売断念
セチリスタットは、日本でも治験が実施され、2012年10月に武田薬品工業により、商品名「オブリーン」で承認申請され、2013年9月に厚生労働省により承認された。薬価収載は2013年中にされると思われ薬価も決定していたが、中央社会保険医療協議会では上記の効果の内体重減少のみに着目され、セチリスタットの有効性や保険医療上の必要性が問われ、薬価収載が認められず、異例の収載保留となった。
2018年7月13日に武田薬品工業は、薬価収載が見込めないことを理由に、日本での開発・製造・販売権を、導入元企業のオランダのノルジーンに、2018年10月13日付で返却すると発表した。